# 바트외인하우젠

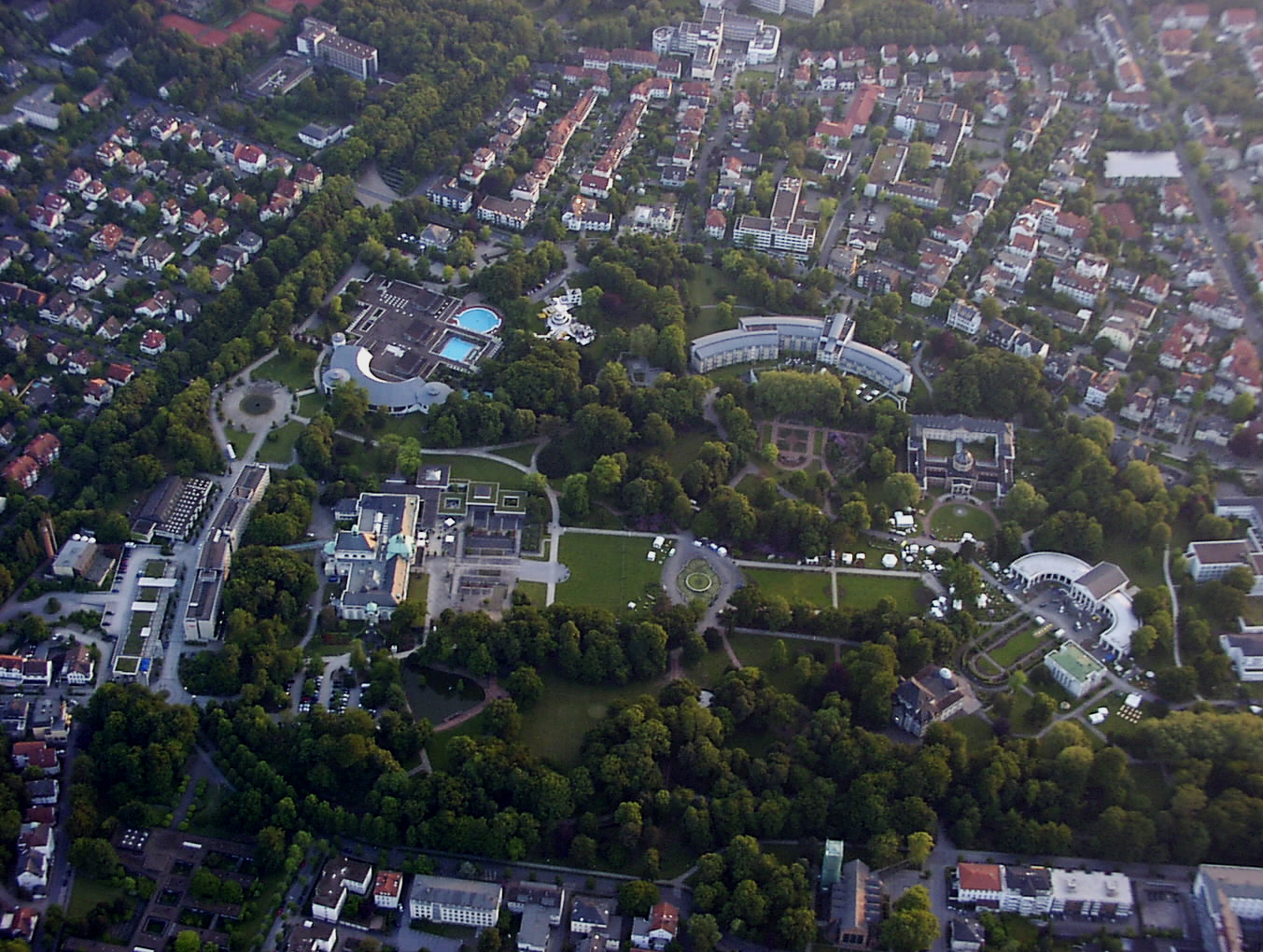
바트외인하우젠

바트외인하우젠(독일어: Bad Oeynhausen)은 독일 노르트라인베스트팔렌주에 위치한 휴양 도시로 면적은 64.8km2, 인구는 48,294명(2013년 12월 31일 기준), 인구 밀도는 750명/km2이다. 행정 구역상으로는 데트몰트 현에 속한다. 인접한 도시로는 빌레펠트(남서쪽으로 39km), 하노버(동쪽으로 80km)가 있다.

시 문장